# 沢井桂子
沢井 桂子（、1945年〈昭和20年〉1月2日 - ）は、日本の女優。本名は沢井 美恵子。
大阪府大阪市住吉区出身。住吉学園高校卒業。妹は女優の澤井孝子。特技は日本舞踊。東宝を経て、東京宝映テレビに所属していた。

## 人物
1963年、オール東宝ニュータレント第4期生に合格。1964年4月に東宝と契約し、『日本一のホラ吹き男』のラストに主役の植木等が歌う場面に登場する妾たちの一人として映画デビュー。同年の『天才詐欺師物語 狸の花道』で役名のついた役での映画本格出演となる。
翌1965年の『海の若大将』では、加山雄三扮する若大将と仲良くなる網元の孫娘役として星由里子扮するヒロイン澄子が嫉妬する恋敵を演じた。加山とは、1966年の『何処へ』や『お嫁においで』でも共演するが、加山雄三の大ヒット曲をモチーフに作られた『お嫁においで』ではヒロイン役に抜擢され、サンゴの指輪をはめて浜辺を水着姿で加山と歩くシーンで美しい肢体を披露した。同作は加山雄三の主演作であり、加山の歌う数々のヒット曲が全編を覆っているが、松山善三脚本による物語の実質的な主人公は、沢井の演ずるホテルのレストラン従業員である露木晶子であった。
東宝映画では、青春映画・サラリーマン映画・怪獣映画と娯楽映画を中心に出演した。『怪獣大戦争』などで共演した古谷敏は、沢井はお淑やかで良家の令嬢の雰囲気を漂わせた東宝らしい女優であったと評している。沢井は、東宝プロデューサーの藤本真澄から女優として社交性をもって人を押しのけていく面もあった方がいいと指摘されたこともあったが、今のままの自分でいることを望んだ。
映画界の斜陽により1970年に東宝を退社し、以後はテレビを中心に活躍する。1968年10月の映画プロデューサー・田中寿一との結婚後も女優活動は続けていたが、子育てもあり1970年代半ば頃よりテレビ出演も少なくなる。近年は舞台を中心に活躍している。

## 出演作品

### 映画
- 1964年 日本一のホラ吹き男 （東宝）- 等之助の妾
- 1964年 天才詐欺師物語 狸の花道 （東宝）- とみ子
- 1965年フランケンシュタイン対地底怪獣 （東宝／ベネディクト・プロ）- 遠井田鶴子[出典 5]
- 1965年 海の若大将 （1965年8月8日、宝塚映画）- 酒井昌江
- 1965年 大冒険（東宝／渡辺プロ）- 女ドライバー
- 1965年 怪獣大戦争 （東宝）- 冨士ハルノ[出典 6]
- 社長シリーズ（東宝）
  - 1966年 続・社長行状記 - 花代
  - 1968年 社長繁盛記 - 小花
  - 1968年 続・社長繁盛記 - 小花
  - 1969年 社長えんま帖 - 花丸
  - 1969年 続・社長えんま帖 - 花丸
- 1966年 何処へ（東宝）- 玉田艶子
- 1966年 若い娘がいっぱい （東宝）- 智恵子
- 1966年 てなもんや東海道 （東宝／宝塚映画／渡辺プロ）- お袖
- 1966年 3匹の狸 （東宝）- 大里百合子
- 1966年 パンチ野郎 （東宝）- 村井令子
- 1966年 お嫁においで（東宝）- 露木晶子[3]
- 1966年 石中先生行状記 （宝塚映画／東宝）- 大沼トミ子
- 1967年 佐々木小次郎 （東宝）- まん
- 1967年 青春太郎（東京映画）- 中田糸子
- 1968年 河内フーテン族 （東宝／宝塚映画）
- 1969年 風林火山 （三船プロ）- 諏訪茅野
- 1969年 コント55号 宇宙大冒険 （東宝）- 小野小町

### テレビドラマ
- 1964年 のれん太平記 第1シリーズ（CX／東宝）
- ライオン奥様劇場 （CX）
  - 1965年 銀座立志伝 全20回 - 主演
  - 1968年 いのちある限り - 主演
- 1966年 ウルトラQ 第8話「甘い蜜の恐怖」（TBS／円谷特技プロ）- 長谷川愛子
- 1967年 天下の青年（CX）
- 1969年 日産スター劇場 恋と恋（NTV）
- 1971年 旗本退屈男 第19話「天下の大喧嘩」（CX）- 小芳
- 1971年 女の断崖（CX）- 主演・深作信子
- 1971年 軍兵衛目安箱 第15話「うぶすなの剣」（NET／東映）- おえん
- 花王愛の劇場 （TBS）
  - 1972年 妻ふたたび - 主演・節子
  - 1985年 娘が愛した人は
- 1972年 紫頭巾事件帖 第26話「さらば江戸よ」（12ch）
- 1972年 大岡越前 第3部 第28話「右の腕」（1972年、TBS／C.A.L）- おきぬ
- 1973年 水戸黄門 第4部 第7話「消えた雛人形 -新発田-」（TBS／C.A.L）- お駒
- 1973年 キイハンター 第250話「サイコロGメン 生首千両箱」（TBS）
- 1973年 荒野の素浪人 第64話「魔の山 死の片道切符」- 梶井の妻
- 1973年 伝七捕物帳 第4話「花のお江戸のうらみ節」（NTV）- 赤猫のお春
- 1973年 科学捜査官 第12話「光と影の不在証明」（関西テレビ／松竹）
- 1973年 旗本退屈男 第10話「江戸に踊る白い影」（NET／東映）- お紋の方
- 1973年 海鳴りの女（北日本放送）
- 1976年 江戸を斬る 第2部 第14話「危うし紫頭巾」（TBS）- お冬
- 大江戸捜査網 （12ch／三船プロ）
  - 1973年 第107話「天狗の館が燃えた」- お仙
  - 1974年 第123話「人斬り稼業に明日はない」- 伊村於芳
  - 1975年 第174話「命の鍵をあけろ!」- お梅
  - 1978年 第324話「人質救出の罠」- おとよ
  - 1978年 第358話「嘘八百に賭けた夢」- おとき
- 1984年 新大江戸捜査網 第20話「男を誘うはぐれ蝶」- おはん
- 1978年 西遊記 第3話「三兄弟・天竺への誓い」（NTV／国際放映）
- 1986年 松本清張サスペンス・隠花の飾り／百円硬貨 （関西テレビ／松竹）
- 1986年 銀河テレビ小説 続・たけしくんハイ!（NHK総合）- 伊藤礼子
- 1987年 特捜最前線 第503話「拳銃強盗・愛した日々よ永遠に!」（ANB）
- 1987年 阪急ドラマシリーズ はずめ!イエローボール（関西テレビ・宝塚映像）- 藤倉和子
- 火曜サスペンス劇場（NTV）
  - 1987年 女教師 - 川辺真知子
  - 1988年 陰の判決
  - 1995年 取調室2 - 岸広江
  - 1996年 取調室5 故郷で死にたかった… 愛妻殺し容疑の実業家に県警本部が挑んだ十二日間 - 小久保光子
  - 2000年 取調室12 長崎壱岐殺意の潮流 「折り鶴」が見た美人秘書の偽りのアリバイ - 小田切由布子
- 1988年 NEWジャングル 第28話「あばよ八坂署」（NTV）
- 暴れん坊将軍シリーズ （ANB／東映）
  - 1988年 暴れん坊将軍III 第2話「大奥に咲いた危険な恋」- 水無瀬
  - 暴れん坊将軍IV
    - 1991年 第10話「天下御免のくいしん坊侍」- お勝
    - 1992年 第64話「父の敵は愛しの人! 」- 律
- 1990年 土曜ワイド劇場（ANB）
  - ホテル大火災の殺人トリック! 1/60秒 謎解きの死角
  - アルプス秘湯推理旅行 タロット占いの死に神カードが… - 板倉佳代子
- 1992年 はぐれ刑事純情派 第5シリーズ 第23話「盗まれた遺書 自分をなおせなかった男」‐ 松井泰子

### テレビ番組
- 一枚の写真 （フジテレビ）

### オーディオコメンタリー
- 2005年 DVD『海の若大将』（10月、東宝）